# No Exit (2004)
No Exit ist ein Dokumentarfilm von Franziska Tenner aus dem Jahre 2004. Der Film zeigt die Entwicklung der „Freien Kameradschaft Frankfurt (Oder)“ über einen Zeitraum von einem Jahr. Er gibt Einblicke in die Denk- und Handlungsstrukturen der Mitglieder und versucht die Motive und Hoffnungen für die Arbeit in der rechten Kameradschaft darzulegen.
2004 wurde No Exit in ausgewählten Kinos gezeigt, zumeist mit einem anschließenden Filmgespräch.

## Handlung
Nico (22), Bibi (19) und Conny (28) sind Mitglieder der „Freien Kameradschaft“ in Frankfurt (Oder). Jeden Samstag halten sie ihre Schulungen ab und planen ihre Aktionen. Schon hier zeigen sich die unterschiedlichen Intentionen und Ansprüche der einzelnen Mitglieder. Ihre ganz eigenen Bedürfnisse und Sehnsüchte aufgrund ihrer unterschiedlichen Biographien führen nicht selten zu Unstimmigkeiten und Konflikten innerhalb der Gemeinschaft.

## Verweise
- Seite zum Film bei Basisfilm
- No Exit bei IMDb
- No Exit bei filmportal.de